# Szumiacz
Szumiacz (ukr. Шум'яч) – wieś na Ukrainie w rejonie samborskim (do 2020 roku w rejonie turczańskim) w obwodzie lwowskim. Miejscowość liczy około 576 mieszkańców. Pierwsze wzmianki o wsi pochodzą z 1553.
W 1921 liczyła około 834 mieszkańców. Przed II wojną światową w granicach Polski, wchodziła w skład powiatu turczańskiego.

## Ważniejsze obiekty
- Cerkiew greckokatolicka